# 1907 في فرنسا
فيما يلي قوائم الأحداث التي وقعت خلال عام 1907 في فرنسا.

## رياضة
- 1 يناير – بطولة العالم للدراجات على المضمار 1907
- 31 مارس – سباق باريس روبيه 1907 الفائزون جورج باسيريو، لويس تروسيلير، Cyrille van Hauwaert [الإنجليزية]‏.
- 2 يوليو – جائزة فرنسا الكبرى 1907 الفائز Felice Nazzaro [الإنجليزية]‏.

## كتب
من الكتب التي صدرت هذه السنة في فرنسا:
- 1 يناير – لغز الغرفة الصفراء من تأليف غاستون ليرو.
- 1 يناير – وكالة طومسون للسفر من تأليف جول فيرن، ميشيل فرن.

## مواليد

### يناير
- 8 يناير – جان هيبوليت فيلسوف فرنسي.
- 11 يناير – بيير منديس فرانس سياسي فرنسي.

### فبراير
- 15 فبراير – سيليستين ديلمر لاعب كرة قدم فرنسي.

### أبريل
- 3 أبريل – بول موسيه صحفي فرنسي.

### يونيو
- 8 يونيو – جورج سبايكر درّاج طريق فرنسي.
- 12 يونيو – إيميل فينانت لاعب كرة قدم فرنسي.
- 14 يونيو – رينيه شار

### يوليو
- 14 يوليو – أنابيلا
- 14 يوليو – بيير أونجينيو

### أغسطس
- 5 أغسطس – أوجين غيلفيك كاتب فرنسي.
- 17 أغسطس – روجر بيرفيت
- 18 أغسطس – هنري جورج كلوزو

### سبتمبر
- 22 سبتمبر – موريس بلانشو

### أكتوبر
- 9 أكتوبر – جاك تاتي
- 16 أكتوبر – روجر فايان كاتب فرنسي.

### نوفمبر
- 1 نوفمبر – إدموند ديلفور لاعب كرة قدم فرنسي.
- 4 نوفمبر – كفيرين إنجاسر كاتب ألماني.
- 22 نوفمبر – دورا مار
- 30 نوفمبر – جاك بارزون

### ديسمبر
- 8 ديسمبر – توني أوبين ملحن فرنسي.
- 10 ديسمبر – لوسيان لوران لاعب كرة قدم فرنسي.

## وفيات

### يناير
- 25 يناير – رينيه بوتيه (مواليد 1879) درّاج طريق فرنسي.

### فبراير
- 16 فبراير – كليمنتين أميرة أورليان (مواليد 1817)
- 20 فبراير – هنري مواسان (مواليد 1852) كيميائي فرنسي.

### مارس
- 11 مارس – جان كازيمير بيرييه (مواليد 1847)
- 18 مارس – مارسيلان بيرتيلو (مواليد 1827)

### يوليو
- 19 يوليو – هيكتور مالو (مواليد 1830) كاتب فرنسي.

### سبتمبر
- 7 سبتمبر – رينه سولي برودوم (مواليد 1839)
- 19 سبتمبر – إرنست بلوم (مواليد 1836) كاتب فرنسي.

### نوفمبر
- 1 نوفمبر – ألفريد جاري (مواليد 1873) كاتب فرنسي.
- 18 نوفمبر – ألفرد هويت (مواليد 1829) عالم نبات فرنسي.

### ديسمبر
- 23 ديسمبر – بيير جانسين (مواليد 1824) عالم فلك فرنسي.